# Bart Zoet
Hubertus Balthazar "Bart" Zoet (Sassenheim, Teylingen, Holanda del Sud, 20 d'octubre de 1942 - Sassenheim, 13 de maig de 1992) va ser un ciclista neerlandès que fou professional entre 1965 i 1970.
Com a ciclista amateur va prendre part en els Jocs Olímpics de Tòquio de 1964, en què guanyà una medalla d'or en la prova de contrarellotge per equips, junt a Evert Dolman, Gerben Karstens i Jan Pieterse. En la cursa en ruta individual acabà el vintè.
Com a professional aconseguí una vintena de victòries, totes elles en proves menors, a excepció d'una victòria d'etapa al Critèrium del Dauphiné Libéré de 1966.
Zoet va morir d'un atac de cor, que va ser induït per la depressió, l'alcoholisme i una malaltia cardíaca hereditària.

## Palmarès
- 1963
  - 1r a Gouda
- 1964
  -  Medalla d'or als Jocs Olímpics de Tòquio en contrarellotge per equips
  - Vencedor d'una etapa de la Volta a Bèlgica amateur
- 1965
  - 1r al Gran Premi Stad Sint-Niklaas
  - 1r al Gran Premi Gran Premi 1r de maig d'Hoboken
- 1966
  - Vencedor d'una etpapa del Critèrium del Dauphiné Libéré

### Resultats a la Volta a Espanya
- 1967. Abandona

### Resultats al Giro d'Itàlia
- 1968. Abandona